# Aisne
Aisne är ett departement i regionen Hauts-de-France i norra Frankrike. I den tidigare regionindelningen som gällde fram till 2015 tillhörde Aisne regionen Picardie.
Huvudort är Laon. Departementet är uppkallat efter floden Aisne. 
Aisne är ett av de ursprungliga 83 departementen som skapades under franska revolutionen den 4 mars 1790. Det bildades från delar av de tidigare provinserna Île-de-France, Picardie och Champagne.
Det mesta av de gamla skogarna förstördes under första världskriget. Den franska offensiven mot Chemin des Dames våren 1917 kallas ofta för andra slaget vid Aisne.